# Domino (MIDIシーケンサー)
Domino(ドミノ）は、TAKABO SOFT(個人）が開発したMIDIシーケンサ機能を持つ音楽制作ソフトである。

## 概要
たかぼーが開発した、Windowsに対応するMIDIシーケンサー。DominoはMIDIの入力に特化しており初心者からアマチュア、プロまで幅広い世代に使われている。
元々はRoland社のSC-8850やYAMAHA社のMUシリーズなどのハードウェア音源に対応したシーケンサーだった。
現在初期の状態では「Microsoft GS Wavetable SW Synth 」という音源の音をならすことが出来る。この音源はDominoに搭載されている音源ではなく、Windowsに初めからインストールされている音源である。そのため、Domino以外に何も用意しなくてもとりあえず音を出すことは出来る。
また、外部のソフトを使えば、それ以外にもネット上で配布されているSF2(サウンドフォント）音源など様々な音源を使うことが出来る。またLoop midi等の仮想midiケーブルソフトを使えばCubase等に搭載されているVST音源も実質的に使用できるようになる。
音源の設定は環境設定から行える。

## バージョン[5]

### Domino Ver.1.44 （2020/09/12）
- 64bitソフトでのメモリ使用量の上限が2GBから4GBに増えた。

### Domino Ver.1.43 （2013/11/19）
- 検索機能の実装
- クオンタイズに「小節を追加」
- SC-8850の音源定義ファイルで、パートのScale Tuningを設定可能

### Domino Ver.1.42 （2012/02/19）
- 曲線式で「tempo」が使用可能
- [曲のプロパティ]画面にメモ欄を設置

### Domino Ver.1.00 （2007/01/31）
正式版リリース